# Закарпатська газоносна область
Закарпатська газоносна область — належить до Західного нафтогазоносного регіону України
Включає:
- Русько-Комарівське газове родовище

А також Станівське, Королівське, Солотвинське газові родовища.